# Баженин, Иван Никифорович
Ива́н Ники́форович Баже́нин (1733, Вавчуга, Холмогорский уезд, Архангельская губерния, Российская империя — 1786, Архангельск, Российская империя) — архангельский купец и кораблестроитель, судопромышленник и лесоторговец, первый и четвёртый степенный городской голова Архангельска (1767—1777 годы и 1780—1785 годы).
Именитый гражданин Архангельска, купец 1-й гильдии. Представитель известного рода Бажениных.

## Биография
Иван Баженин родился в семье знаменитых архангельских купцов и кораблестроителей «славных Бажениных». Его отец, Никифор Федорович Баженин — сын одного из братьев основателей судоверфи Бажениных на Вавчуге. Иван обучался и воспитывался за границей — в Голландии, хорошо рисовал, любил музыку, свободно говорил на нескольких иностранных языках. Сохранился альбом рисунков, нарисованных им цветными карандашами, тушью и акварелью в 1755 году.
После окончания обучения, вступил во владение семейной судоверфью, занялся кораблестроением, судопромышленностью и лесоторговлей. Стал купцом 1-й гильдии, одним из самых успешных предпринимателей губернии.
14 декабря 1766 года российская императрица Екатерина II огласила свой Манифест «Об учреждении комиссии для составления проекта нового Уложения», впервые установивший должность городского головы «как представителя и руководителя всего городского населения и блюстителя городских интересов». Согласно сложившейся практике, городской голова избирался городским избирательным собранием из числа почетнейших лиц городского общества (дворян, именитых и почетных граждан, купцов 1-й гильдии), владевших в городе собственностью на сумму не менее 15 тысяч рублей.
В феврале 1766 года, Иван Никифорович, подпадавший под необходимый ценз, был избран на должность первого степенного городского головы Архангельска, учреждённую согласно Манифесту. На этом посту развернул бурную деятельность, решил ряд общегородских и купеческих дел. В 1767 году, совместно с известным путешественником и книготорговцем, будущим членом Петербургской академии наук Александром Ивановичем Фоминым он подписал «Наказ жителей города Архангельска в Екатерининскую законодательную комиссию». Кроме того, Баженин стал одним из инициаторов ликвидации монополии на торговлю звериным салом и рыбой, а также претворил в жизнь грамоты 1775 года, о разделении архангельского посада на купечество и мещанство.
С 1773 по 1777 году, параллельно с исполнением обязанностей степенного городского головы, являлся бургомистром Архангелогородского губернского магистрата, а в 1777 году стал его президентом.
В марте 1777 году покинул пост степенного городского головы, но уже 6 июля 1780 года вновь занял эту должность. Под его руководством 21 апреля 1785 года было введено первое Городовое положение, переименовавшее должность городского головы, убрав из неё слово степенный, а также установившее, что отныне он будет избираться сроком на 3 года и возглавлять общую городскую думу и её исполнительный орган — шестигласную думу. 26 сентября 1785 года, в связи с установлением нового положения, Иван Баженин окончательно покинул пост городского головы.
До 1783 года он продолжал строительство торговых кораблей на родовой Вавчужской верфи. Будучи занят на городской службе и постоянно проживая в Архангельске, он сдавал свою верфь по договору в аренду, а в 1785 году продал её за 25 тысяч рублей своим архангельским родственникам — купцам Ивану и Якову Лыжиным.
В 1786 году Иван Баженин объявил капитал 11 600 рублей. В собственности он имел наследственный дом, 11 лавок и амбаров, родовую деревню Вавчугу в Холмогорском уезде, недалеко от которой располагались корабельная верфь, водяные мельницы, кузницы, фабрику парусных полотен (к которой по ревизии 1782 года была приписана 91 мужская душа) и другое имущество.
Иван Баженин скончался в 1786 году в Архангельске и был похоронен на кладбище родовой деревни Вавчуга в Холмогорском уезде Архангельской губернии. В деревне установлена мемориальная доска в память о семье Бажениных.

## Семья
- Дед — Федор Андреевич Баженин, купец и кораблестроитель, вместе с братом Осипом Андреевичем Бажениным создал первую в Россию купеческую верфь (в начале XVIII века, на Вавчуге Холмогорского уезда Архангелогородской губернии)[6][7]
- Отец — Баженин, Никифор Фёдорович, известный токарь и судостроитель
- Дядя — Баженин, Денис Фёдорович
- Сын — Афанасий Иванович Баженин
- Сын — Степан Иванович Баженин, купец[8]
  - Внук — Никифор Степанович Баженин (1790—1863), последний представитель рода Бажениных

## Награды
- Именитый гражданин Архангельска (1786) — за двукратную службу городским головой с похвалою